# Manoj Bajpai

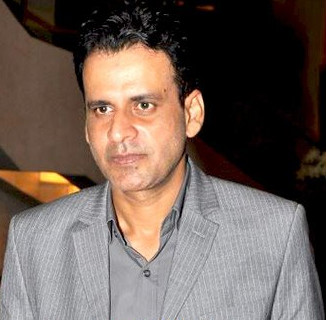
Manoj Bajpai 2010

Manoj Bajpai (auch Manoj Bajpayee; Hindi मनोज बाजपेयी Manoj Bājpeyī; * 23. April 1969 in Belwa, Bihar) ist ein indischer Filmschauspieler.

## Leben und Anfänge beim Theater
Bajpai wuchs in einem kleinen Dorf als zweites von sechs Kindern auf. Sein Vater war Landwirt. Seine Eltern haben ihn nach Manoj Kumar benannt, der in Indien ein bekannter Schauspieler ist. Schon als Kind musste Bajpai mit seinem Vater schwer arbeiten, um Geld für eine spätere Ausbildung zu sparen. Im Alter von 17 zog er nach Neu-Delhi mit der Hoffnung an der National School of Drama aufgenommen zu werden. Bajpai wurde allerdings durch seine Schüchternheit abgelehnt. In einem späteren Interview verriet er, dass die Ablehnung für ihn ein großer Rückschlag war und er Gedanken an Suizid hatte.

“I wanted to commit suicide after I was rejected by NSD.”

„Ich wollte Selbstmord begehen, nachdem ich von der National School of Drama zurückgewiesen wurde.“

Durch Unterstützung von Freunden hat Bajpai diese Phase überstanden. Er studierte daraufhin beim Ramjas College Geschichte und lernte die Sprachen Englisch und Hindi. Vorher konnte er nur Bhojpuri sprechen. Seine ersten Rollen hatte Bajpai bei einem Straßentheater. Nach seinem Studium schloss sich Bajpai Barry Johns Theatergruppe an, wo er nicht nur Darsteller war, sondern auch für das Bühnenbild verantwortlich war.

## Karriere und Film

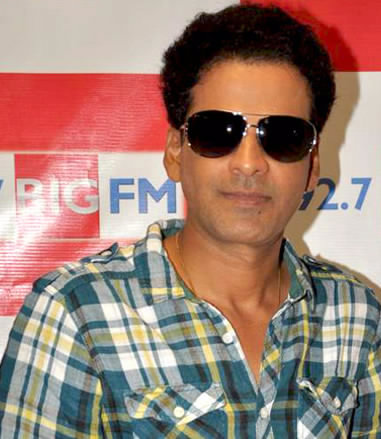
Manoj Bajpai in einem Radiostudio 2011

Nach zehn Jahren Arbeit beim Theater wandte sich Bajpai nun dem Film zu. Seine ersten Schauspielerrollen hatte er im Film Bandit Queen und in den Fernsehserien Hum Bambai Nahin Jayenge und Swabhimaan. Später erlangte er große internationale Berühmtheit durch seine Rollen in Filmen wie Veer und Zaara – Die Legende einer Liebe und Gangs of Wasseypur. Im Jahr 2015 übernahm Bajpai eine Hauptrolle in Traffic. Besonders häufig spielt er Rollen, in denen er anderen Protagonisten mit moralischen Werten gut zuredet.

## Filmografie
- 1994: Bandit Queen
- 1994: Droh Kaal
- 1994: Hum Bambai Nahin Jayenge (Fernsehserie)
- 1996: Sanshodhan
- 1996: Dastak
- 1997: Daud: Fun on the Run
- 1998: Tamanna
- 1998: Satya
- 1999: Shool
- 1999: Prema Katha
- 1999: Kaun?
- 2000: Dil Pe Mat Le Yaar!!
- 2000: Fiza
- 2000: Ghaath - Rache
- 2001: Zubeidaa
- 2001: Aks
- 2002: Road
- 2003: LOC: Kargil
- 2003: Pinjar: Beyond Boundaries...
- 2004: Jaago
- 2004: Hanan
- 2004: Inteqam: The Perfect Game
- 2004: Veer und Zaara – Die Legende einer Liebe (Veer-Zaara)
- 2005: Bewafaa – Untreu (Bewafaa)
- 2005: Fareb
- 2007: 1971
- 2007: Swami
- 2007: Dus Kahaniyaan
- 2009: Jugaad
- 2009: The Whisperers
- 2009: Acid Factory
- 2009: Jail
- 2010: Vedam
- 2010: Raajneeti
- 2010: Komaram Puli
- 2010: Ramayana: The Epic
- 2010: Dus Tola
- 2012: Gangs of Wasseypur
- 2012: Krishna Aur Kans
- 2012: Chakravyuh
- 2012: Chittagong
- 2013: Samar
- 2013: Special Chabbis
- 2013: Shootout at Wadala
- 2013: Satyagraha
- 2013: Mahabharat
- 2014: Anjaan
- 2015: Tevar

## Auszeichnungen
- National Film Awards
  - bester Nebendarsteller 1998 für Satya
  - Spezialpreis der Jury 2003 für Pinjar

- Filmfare Awards
  - Kritikerpreis – bester Darsteller 1999 für Satya und 2000 für Shool

- Star Screen Awards
  - bester Nebendarsteller 1999 für Satya
  - bester Schurke 2002 für Aks

- Zee Cine Awards
  - bester Nebendarsteller 1999 für Satya
  - bester Schurke 2002 für Road